# Sadra (oraș)
Sadra (persană صدرا) este un oraș din provincia Persida, Iran.